# アルフレド・アングロ
アルフレド・アングロ（Alfredo Angulo、1982年8月11日 - ）は、メキシコの男性プロボクサー。バハ・カリフォルニア州メヒカリ出身。
元WBO世界スーパーウェルター級暫定王者。

## 来歴
最初はボクシングが好きではなかったが、暇をもてあましていたのでボクシングジムへ入会した。そして1ヶ月後には試合に出場するようになり、1年半後にはオリンピック代表に選ばれた。5歳の時に父親が亡くなっている。

### アマチュア時代
2004年、オリンピックアメリカ大陸予選にミドル級(75kg)で出場、準決勝でジャン・パスカルから勝利を挙げるが、決勝でアンドレ・ディレルに敗退した。
2004年、メキシコ代表としてアテネオリンピックボクシングミドル級(75kg)に出場し、1回戦でアンディ・リー（アイルランド）に敗北した。

### プロ時代
2005年1月6日、アメリカ合衆国でプロデビュー。
2008年5月17日、WBOインターコンチネンタルスーパーウェルター級王座決定戦でリチャード・グティエレス（コロンビア）と対戦し、5回TKO勝ちで王座を獲得した。
2009年5月30日、全勝（15戦15勝）のままWBC世界スーパーウェルター級王座挑戦者決定戦でカーミット・シントロン（プエルトリコ）と対戦し、0-3の判定負けを喫しプロキャリア初黒星となった。
2009年11月7日、WBO世界スーパーウェルター級暫定王座決定戦でハリージョー・ヨルギイ（アメリカ）と対戦し、3回KO勝ちを収め暫定王座を獲得した。
2010年4月24日、 ジョエル・フリオ（コロンビア）と対戦し、11回TKO勝ちを収め暫定ながら初防衛に成功した。
2010年7月17日、ジョアシャン・アルシーヌ（ハイチ）とWBCアメリカ大陸スーパーウェルター級王座及び WBC世界スーパーウェルター級挑戦者決定戦を行い、1回TKO勝ちを収め同王座への挑戦権を獲得した。
2011年2月、WBCコンチネンタルスーパーウェルター級王座を返上した。
2011年8月11日、自身の誕生日にゴールデンボーイ・プロモーションズと契約する事が発表された。  
2011年8月20日、返上したWBCコンチネンタルスーパーウェルター級王座を再度獲得するために、ジョセフ・ゴメス（アメリカ）と決定戦を行い1回KO勝ちを収め同王座の再獲得に成功した。
2011年11月5日、ジェームス・カークランド（アメリカ）を迎え撃つが、6回TKO負けを喫し初防衛に失敗し王座から陥落した。
2012年11月10日、1年振りとなる試合でラウル・カサレス（アメリカ）と対戦し、初回56秒KO勝ちを収めで再起戦を白星で飾った。 
2012年12月15日、ホルヘ・シルバ（メキシコ）と156ポンド契約（70.76キロ）12回戦で戦い3-0の判定勝利。
2013年6月8日、米国・カリフォルニア州カーソンのスタブハブ・センター・テニスコートにてマルコス・マイダナ対ホセシート・ロペスの前座で、WBA世界スーパーウェルター級1位のエリスランディ・ララ（キューバ）とWBA世界スーパーウェルター級暫定王座決定戦を行った。序盤はララに先制されるがアングロは4回に左フックでダウンを奪う。中盤はララの華麗なフットワークに翻弄されポイントを奪取されるが、9回に左フックでララから2度目のダウンを奪った。9回までのスコアは2-1と僅差でララにリードを許していたが2度ダウンを奪っていたことで試合はまだ分からない展開であった。しかしこれまで蓄積されたダメージは大きくアングロの左目はグロテスクに腫れあがっていた、そして10回にアングロがララに対して背を向けたところでレフェリーが試合がストップ10回TKO負けで王座獲得は失敗した。試合後にアングロは試合をやめるつもりは無かったと話した「決して試合をやめるつもりは無かった。ララにサミングで目を2度突かれたからトレーナーに言おうと思ってコーナーの方へ振り返ったんだ。そしたらレフェリーが状況も確認しないで試合をストップしてしまったのさ。」ただしアングロが言い訳をしているだけでダメージにより背を向けたというのが大方の見方である。またアングロがララのグローブに不正があると訴えたため、コミッションがララのグローブを回収し調査したが細工などの不正は確認されなかった。
2014年3月8日、MGMグランド・ガーデン・アリーナで元WBA・WBC世界スーパーウェルター級スーパー王者サウル・アルバレスとスーパーウェルター級の規定体重を1ポンド上回る155ポンド契約ウェイトの12回戦で対戦。スーパーウェルター級(154ポンド)で行われることになっていたが、アルバレスが減量を失敗したため計量直前の土壇場で10万ドルの罰金をアングロに支払い155ポンドのキャッチウェイトで試合が行われることに変更となった
。試合は初回から一方的な展開となりレフェリーが試合を止め10回47秒TKO負けを喫しアングロは再起に失敗し2連敗となったが、一方的であったもののアングロはダウンを1度もしておらず試合終了まであと2回であったことなどから試合をとめたレフェリーに対して早すぎたストップだとして観客から大きなブーイングが飛ばされた。
2014年9月13日、MGMグランド・ガーデン・アリーナでフロイド・メイウェザー・ジュニアVSマルコス・マイダナ第2戦の前座でジェームズ・デ・ラ・ロサと162ポンドのキャッチウェイトで対戦。試合は2回に左フックでダウンを喫し、8回にはローブローで減点をされ、10回0-3の大差判定負け。格下相手に痛い負けを喫し、3連敗となった。
2015年1月9日、ゴールデンボーイ・プロモーションズからプロモート権を破棄されたことで、同プロモーションを離脱した。離脱後アル・ヘイモンに信頼関係がある大口マッチメーカーのトム・ブラウン率いるTGB・プロモーションズと契約を交わした。
2018年4月7日、ザ・ジョイントにてセルヒオ・モラと8回戦を行い、判定負けを喫した。

## 獲得タイトル
- WBOインターコンチネンタルスーパーウェルター級王座（防衛0＝返上）
- WBO世界スーパーウェルター級暫定王座（防衛1＝返上）
- WBCコンチネンタルスーパーウェルター級王座（防衛0＝返上）
- WBCアメリカ大陸スーパーウェルター級王座（防衛0）

### 映像資料
1. ↑  All Access: Canelo vs. Angulo: Episode 1 (試合). YouTube. 2014年3月3日閲覧。